# Hartmut Katz
Hartmut Katz (* 9. Juli 1943 in Stuttgart; † 26. September 1996 in München) war ein deutscher Finnougrist, Uralist, Samojedist und Indogermanist.

## Leben und Werk
Katz studierte ab 1962 an der Ludwig-Maximilians-Universität München zuerst Klassische Philologie, dann Indogermanistik bei Wilhelm Wissmann, Indologie bei Helmut Hoffmann (1912–1992) und Hethitologie bei Annelies Kammenhuber. 1965 nahm er in Dublin ein Jahr lang finnougristischen Privatunterricht bei Ernst Lewy, der kurz darauf starb und dessen jungrammatisches Erbe er fortsetzte. Zurück in München studierte er Finnougristik bei Gerhard Ganschow (* 1923), einem Schüler von Wolfgang Steinitz, und verbrachte Studienaufenthalte in Turku und Budapest. Er wurde in München promoviert mit der Dissertation Generative Phonologie und phonologische Sprachbünde des Ostjakischen und Samojedischen (Fink, München 1975) und war von 1976 bis 1978 Assistent an der Universität Wien. Als Akademischer Rat in München habilitierte er sich daselbst 1986 mit der Schrift Studien zu den älteren indoiranischen Lehnwörtern in den uralischen Sprachen (aus dem Nachlass hrsg. von Paul Widmer, Winter, Heidelberg 2002). Im Wintersemester 1989/1990 vertrat er den Lehrstuhl. 1996 erlag er 53-jährig einem Krebsleiden. Seine wissenschaftliche Reputation wurde 2001 mit einer Gedenkschrift gewürdigt.

## Werke
- Selcupica. 4 Bde. München 1975–1988.
  - 1: Materialien vom Tym. 1975.
  - 2: Erzbischof Makarijs "Besědy ob istinnom bogě i istinnoj věrě na narěčii obskich ostjakov" von 1900. 1976.
  - 3: Castréns nordselkupische Lieder. 1986.
  - 4: Die Märchen in Grigorovskis Azbuka. Transkription, Übersetzung, Kommentar. 1988.
- Selkupische Quellen. Ein Lesebuch. Verband der Wissenschaftlichen Gesellschaften Österreichs, Wien 1979.
- (Hrsg.) Ernst Lewy: Beiträge zur Kunde des Tscheremissischen 3. Tscheremissisches Wörterbuch. Fink, München 1981.
- Bume und Korpsion. Zur Behandlung konsonantischer Anlautkluster in den urgermanischen Lehnwörtern des Ostseefinnischen. Innsbruck 1990.

### Postum
- (Hrsg. mit Eugen Helimski) Gerhard F. Mueller: Nachrichten über Völker Sibiriens (1736–1742). Hamburg 2003.
- Kleine Schriften. Hempen, Bremen 2007.